# Malvoisin
Malvoisin is een dorpje in de Belgische provincie Namen en een deelgemeente van Gedinne. Het ligt een viertal kilometer ten noordoosten van Gedinne-centrum. Het dorp was tot 1 januari 1977 een zelfstandige gemeente.

## Demografische ontwikkeling
- Bronnen:NIS, Opm:1831 tot en met 1970=volkstellingen, 1976= inwoners op 31 december

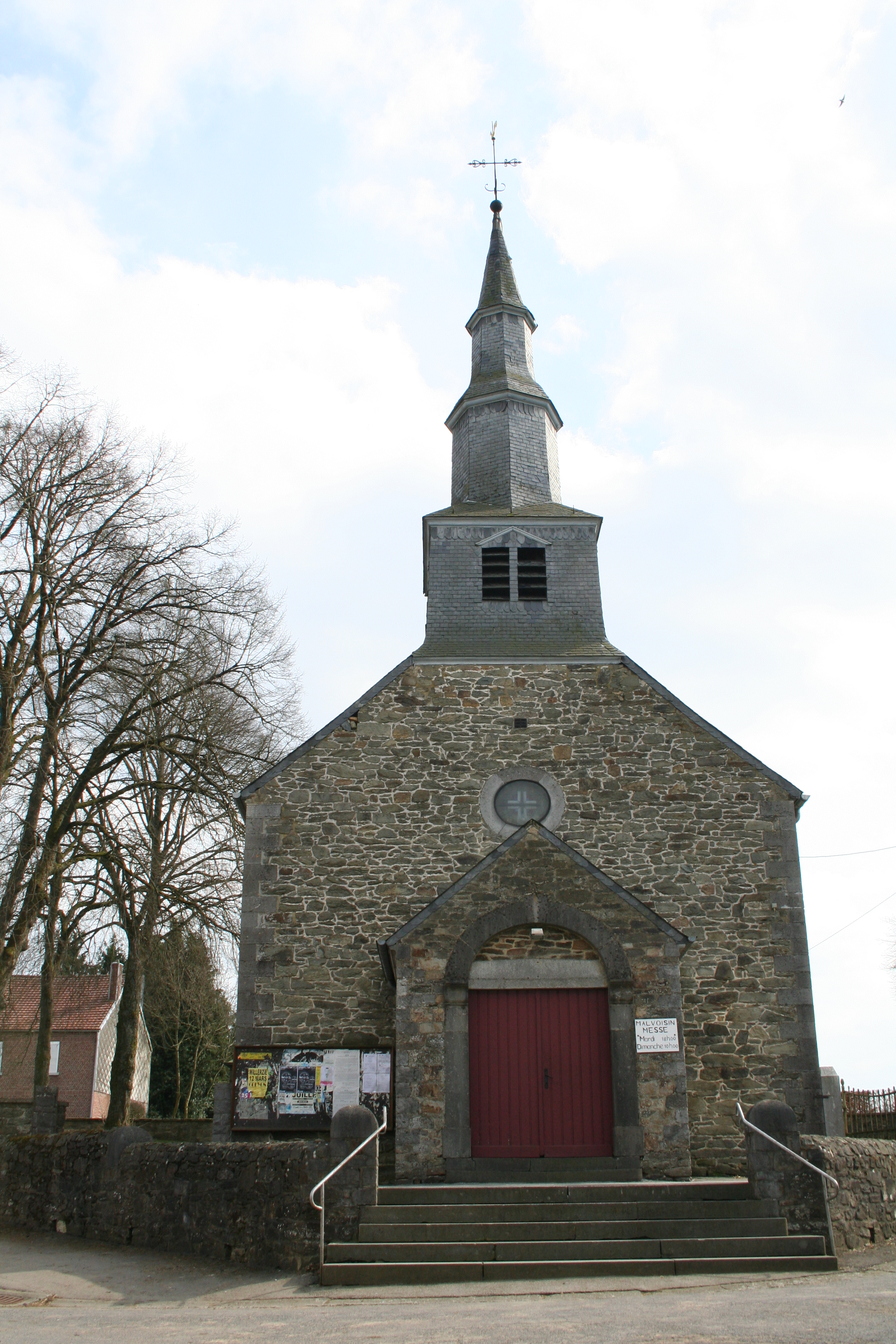
Chapelle Saint-Hilaire